# フォーゴトン・レルム
フォーゴトン・レルム（Forgotten Realms、忘れられた領域）は、ロールプレイングゲームの『ダンジョンズ&ドラゴンズ』(D&D) 用キャンペーンセッティングとしてエド・グリーンウッドが創造した架空の世界である。
グリーンウッドは少年の頃から自分だけの架空世界を作る空想遊びに浸っており、それがフォーゴトン・レルムの原型である。
大学生の頃、D&Dの存在を知ったグリーンウッドは、自分が作り出した架空世界を舞台にキャンペーンを行うようになった。
その後、ドラゴン誌のライターの一人となったグリーンウッドは、最初はフォーゴトン・レルムと関係ない記事をいくつも担当していたが、「異世界の魔術師エルミンスターが、エド・グリーンウッドに惑星トリルの物語を語る」という体裁の新連載が前触れなく突如開始され、フォーゴトン・レルムの存在が世の中に知られることになる。
1987年には最初のキャンペーン・セッティングが発売され、その後も多数のサプリメントが発売され続け、1990年代にはAD&Dの代表的なキャンペーン・セッティングになった。
また、フォーゴトン・レルムを舞台とした小説やコンピュータRPGも多数発表されている。
もともとAD&Dの公式キャンペーン・セッティングは、D&D/AD&Dの生みの親であるゲイリー・ガイギャックスが創造したグレイホーク世界をメインに添えていたのだが、ガイギャックスがTSR社を去ることになった関係で権利関係が複雑になり、TSR社としてはグレイホークに代わる新たなキャンペーン・セッティングを早急に立ち上げる必要に駆られていた。
そのため、すでに完成していたグリーンウッドの個人的なキャンペーンの世界設定を「買い取った」のである。ドラゴン誌のレルム紹介記事連載はその時点から始まった。
このような経緯のため、フォーゴトン・レルムの名前で商業作品を作って売る権利はTSR社が持つと明確な契約が結ばれている。そのため、フォーゴトン・レルムの出版物の大部分はグリーンウッドは全く関わっていない。この契約はD&Dの権利がTSR社からウィザーズ・オブ・ザ・コースト社に譲渡されたときに引き継がれている。
フォーゴトン・レルムはいわゆる「スタンダードな中世ヨーロッパ風の剣と魔法の世界」であり、その意味ではガイギャックスが作っていたグレイホークと変わらない。ただし、フォーゴトン・レルムはグリーウッドの手を離れて多数のクリエイターが作品に関わったため、関連作品は膨大な量におよび、それに伴う設定の蓄積も厚い。
なお、フォーゴトン・レルムという名前は「かつてこの世界は地球と繋がっていて、古き神々は両方の世界を闊歩していたが、現代の地球人はこの世界のことを誰も覚えていない」という意味で、Forgotten Realms＝忘れられた領域と名付けられている。
つまり、これは地球人の立場からの比喩表現であり、舞台となる世界の呼び名ではない。

## 地理
フォーゴトン・レルムのブランドで扱われる出版物は、トリルもしくはアイビア・トリルと呼ばれる架空の惑星のフェイルーンという大陸を舞台にしている。
この惑星には、フェイルーン以外にもカラ・トゥア、ザハラ、マズティカといった別大陸や、その他にも明記されていない広大な土地がある。
しかし、フォーゴトン・レルムの出版物は大部分がフェイルーンに関するものである。
他の地域については、フォーゴトン・レルム以外のいくつかのD&D用キャンペーン・セッティングの舞台となっている。
フォーゴトン・レルムの宇宙は完結した宇宙で、D&Dの標準の宇宙観（大いなる転輪）とは異なるものとなっているが、神々の眷属が住まう天国のような世界やデヴィル・デーモンが住まう魔界のような世界が別の次元界として存在するという設定は踏襲しており、別の次元界からの来訪者もストーリー上の仕掛けのためによく使われる。
主要な舞台となるフィルーン大陸は中央部に巨大な内海（落星海）を持つ広大な大陸で、内海をとりまく国々が覇を競っており、そこが文明の中心地である。逆に、内海から遠ざかるほどに辺境になり、国というより都市や村落の集合体となっていく。
大陸の西海岸沿いは「ソード・コースト」と呼ばれ、辺境にあたる場所なため小規模な都市国家がひしめいている。しかし、交易により繁栄を謳歌する大都市も少数ながら存在する。

## 宗教
フォーゴトン・レルムには、いくつかの多神教のパンテオンがある。
神々はこの世界とは切り離すことのできない存在であり、独自の行動原理に基づいて人間たちと関わり合っている。
フォーゴトン・レルムの歴史上、何人かのモータルが神格を手に入れた。
物質界における神々のしもべには、信者やクレリック、パラディン、プロクシー、「神に選ばれし者」などがいる。
クレリックとパラディンは、ともにD&Dの基本キャラクタークラスで、特定の神を讃えることで力を得ている。
「選ばれし者」は、神々の力の一部を与えられたモータルで、神々の代理として活動する。
もっとも有名なのは、「ミストラに選ばれし者」（シャドウデイルの賢者エルミンスターなど）である。
ほかの神々の上位の存在として、超越神エイオーがいる。
エイオーは信者の存在を認めておらず、モータルの世界とは距離を置いている。
エイオーはタイム・オブ・トラブル（神々の戦い、小説『シャドウデイル・サーガ』で語られる）を独力で引き起こした。
上述したように、地球と惑星トリルは太古の時代は繋がっていたため、トリルの一部地域ではエジプト神話や北欧神話の神々が信仰されている。ただしこれらの神々が地球からやってきたことはトリルの神話からも忘れられた。

## 著名な登場人物
エルミンスター (Elminster Aumar)シャドウデイルの賢者で、強力な魔法使い。
ドリッズト・ドゥアーデン (Drizzt Do'Urden)本来邪悪なドラウでありながら、善の心を持つレンジャー（野伏せり）。そのためにアンダーダーク（地底世界）の故郷メンゾベランザンを捨てた。2本のシミターを使いこなす剣士。

## 関連作品
日本語化されたものを中心に記述する。未訳分については英語版の記事を参照。

### キャンペーン・セッティング
未訳分についてはen:Forgotten Realms Campaign Settingを参照
- ダンジョンズ&ドラゴンズ第3版
  - フォーゴトン・レルムワールドガイド
  - フェイルーンのモンスター
  - フェイルーンの魔法
  - フェイルーン・プレイヤーズ・ガイド
  - アンダーダーク
  - ウォーターディープ：壮麗なる都
- ダンジョンズ&ドラゴンズ第4版
  - フォーゴトン・レルム・プレイヤーズ・ガイド
  - フォーゴトン・レルム・キャンペーン・ガイド
- ダンジョンズ&ドラゴンズ第5版 - システムの標準背景世界として設定された。
  - ソード・コースト冒険者ガイド

### 小説
未訳分についてはen:List of Forgotten Realms novelsを参照
小説は1988年から1993年あたりまで富士見書房が「富士見ドラゴンノベルズ」のレーベルで翻訳版を文庫化していた。2002年以降はアスキー(現在はアスキー・メディアワークス)がA5判ハードカバーや、四六判ソフトカバーなど混在する書籍の形態で翻訳を行っている。）
ムーンシェイ・サーガ
(ダグラス・ナイルズ 著)
- 富士見書房版

1. 魔獣よみがえる
2. 竪琴一角獣
3. 七人の黒魔術師
4. 死せる王妃の預言
5. 猫の爪・豹の牙
6. 暗黒の解放

レジェンド・オブ・ドリッズト
（表記は原作の刊行順）
アイスウィンド・サーガ
(R・A・サルヴァトーレ 著)
- 富士見書房版

1. 魔石（クリスタルシャード）の復活
2. 水晶宮（クリシャルティリス）の崩壊
3. 暗殺者の影
4. 暗黒竜の冥宮
5. 海賊海峡の死闘
6. 冥界（タルティルス）の門

- アスキー・メディアワークス版（四六判ソフトカバー：悪魔の水晶、ドラゴンの宝、水晶の戦争は、児童向けの記述に翻訳。）

1. 悪魔の水晶
2. ドラゴンの宝
3. 水晶の戦争
4. 暗黒竜の冥宮
5. 冥界の門

ダークエルフ物語
(R・A・サルヴァトーレ 著：日本国内版は以降、ダークエルフ物語にタイトルを統一。）
- アスキー・メディアワークス版（A5判ハードカバー）

1. 故郷、メンゾベランザン
2. 異郷、アンダーダーク
3. 新天地、フォーゴトン・レルム

- アスキー・メディアワークス版（四六判ソフトカバー）

1. ドロウの遺産
2. 星なき夜
3. 暗黒の包囲
4. 夜明けへの道

シャドウデイル・サーガ
(リチャード・オーリンソン 著)
- 富士見書房版

1. 他界への階段
2. 不死鳥の神殿
3. 天翔ける妖馬
4. 死霊を吸う魔象
5. 意志を持つ邪剣
6. 神々の帰還

探索の魔石
(K.ノバック, J.グラブ 著)
- 富士見書房版

1. 呪われた女剣士（カース・オブ・アジュア・ボンド）
2. 明かされた謎の印形

〈忘れられた領域〉クレリック・サーガ　(R・A・サルヴァトーレ 著)
- アスキー・メディアワークス版

1. 秘密の地下墓地
2. 森を覆う影

プール・オブ・レイディアンス
(J.M.ウォード, A.K.ブラウン, J.C.ホング 著)
- 富士見書房版
  - プール・オブ・レイディアンス 廃墟の王
  - プール・オブ・ダークネス 幽閉されたフラン

### コンピュータゲーム
未訳分についてはen:List of Dungeons & Dragons video gamesを参照
- アイ・オブ・ザ・ビホルダー
- プール・オブ・レイディアンス
- バルダーズ・ゲートシリーズ
- アイスウィンド・デイル
- ネヴァーウィンター・ナイツ
- デーモンストーン
- ネバーウィンター
- Idle Champions of the Forgotten Realms

### 映画
- ダンジョンズ&ドラゴンズ/アウトローたちの誇り - フォーゴトン・レルムでの冒険を舞台とした